# Tudatos jelenlét
A tudatos jelenlét (másképpen: éber figyelem, tudatosság, tiszta tudatosság, éberség, páli: szati, szanszkrit: szmrti, angol: mindfulness) „a figyelem irányítása egy adott módon: szándékosan és ítélkezésmentesen a jelen pillanat tapasztalatai felé”. A tudatos jelenlét a buddhizmus egyik alapvető gyakorlata, legelső teljes leírása a Szatipatthána szuttában található. Ma már széles körben használják világi környezetben is.
A tudatos jelenlét gyakorlása a megvilágosodáshoz vezető buddhista ösvény fontos eleme. Nyugati elterjedésében és népszerűsítésében szerepet játszott Jon Kabat-Zinn amerikai orvos mindfulness-alapú stresszcsökkentés (Mindfulness-Based Stress Reduction, MBSR) elnevezésű programja. A tudatos jelenlét az öntudat egyik tulajdonsága, amelyről már régóta feltételezik a tudósok, hogy meghatározza a jóllétet.
Az 1970-es évek óta a klinikai pszichológia és a pszichiátria területén kifejlesztettek egy sor tudatos jelenlétre épülő terápiás alkalmazást, hogy olyan embereken segítsenek, akiknek különböző pszichológiai problémákkal és/vagy testi nehézségekkel kell szembenézniük. A tudatos jelenlét gyakorlatait széles körben alkalmazzák különböző mentális és fizikális problémák kezelésében, főként Nyugat-Európában, Észak-Amerikában, valamint egyéb, fejlett angolszász országokban. Fő klinikai alkalmazási területei: krónikus fájdalom (beleértve ebbe a fájdalomzavart is), a depresszióba való visszaesés megelőzése, kényszeres zavar, szorongásos állapotok (nemcsak klinikai területen), daganatos betegek támogatása, a függőségbe való visszaesés megelőzése. Az érzelmek kezelésének egyik különlegesen hatékony módszereként világszerte nagy népszerűségre tett szert.
Klinikai kísérletekkel kimutatták a tudatos jelenlét gyakorlásának általánosan jótékony mentális és fizikai hatását. Az MBSR-re és hasonló modellekre épülő módszereket széles körben alkalmazzák ma már iskolákban, börtönökben, kórházakban, rendőrségnél, katonaságnál és egyéb közintézményekben is.

## A tudatos jelenlét gyakorlása, formális meditációi
A tudatos jelenlét gyakorlásához nem szükséges semmilyen formális testhelyzetet felvenni, vagy egyéb szabályoknak megfelelni. A tudatos jelenlét ugyanis nem formális meditációs gyakorlatok sora, hanem az élet megélésének egy módja. Az élet bármelyik pillanatában lehet ugyanis azt gyakorolni, hogy ítélkezésmentesen és kíváncsian a jelen pillanatban tapasztaltak felé fordulunk.
A tudatos jelenlét jelenthet buddhista és világi gyakorlatot is. Magában a gyakorlatban nincs különbség, ám az alapmotivációk különböznek. A buddhista gyakorló végső célja a megvilágosodás elérése, míg a világi gyakorló fő célja, hogy az életminősége javuljon. Míg angol nyelvi környezetben a mindfulness szó egyaránt jelenthet buddhista és világi gyakorlást, addig magyar nyelvterületen egyre inkább elterjedt az a szokás, hogy a tudatos jelenlét vagy a mindfulness a szekuláris gyakorlásra utal, míg a buddhista gyakorlatokat inkább hagyományos nevekkel illetik, pl. vipasszana, szatipatthána.
A gyakorlatnak alapul szolgáló ősi, buddhista szöveg, a (Maha)szatipatthána szutta szerint 4 fő tárgya lehet a tudatos figyelemnek: a test (érzetek, az érzékszerveken keresztül érkező információk, ide tartozik a légzés is), az érzések és érzelmek, a tudattartalmak (gondolatok) és a dhammák. A dhammák (pl. keletkezés-elmúlás, minden jelenség lényegnélkülisége) fölötti szemlélődés nem része a világi mindfulness-gyakorlásnak. A tudatos jelenlétet mindenféle testhelyzetben (fekvés, ülés, állás), illetve mozgás közben is lehet gyakorolni, habár a formális ülőmeditáció a leggyakrabban alkalmazott forma. Ilyenkor a gyakorló csukott vagy nyitott szemmel, egy széken vagy párnán ülve, kiegyenesített háttal gyakorol. Ugyanakkor számos olyan gyakorlási lehetőség van, amikor cselekvés közben is gyakorolhatjuk a tudatos jelenlét, pl. evés vagy ivás közben is. Az MBSR-tanfolyam alapgyakorlata például a tudatos evés.
A tudatos jelenlét gyakorlásának alapvető jelentőségű eleme, hogy a gyakorló észreveszi, amikor a tudat elkalandozott a figyelem tárgyától, és ilyenkor szelíden, de határozottan visszahozza a figyelmet oda, ahová eredetileg is irányítani akarta. Jellemzően a gondolatok terelik el a figyelmet a jelen pillanat tapasztalatától, vagyis a gyakorló időről időre azzal szembesül, hogy egy elképzelt helyen/időben tartózkodik (múlt, jövő, máshol), elkalandozva a jelenből. A Harvard Egyetem egyik kutatása szerint az észak-amerikai felnőttek ébrenléti idejük átlag 46,9%-ában valami másra gondolnak, mint amire figyelnek, és ilyenkor általában nehéz érzelmeket és gondolatokat tapasztalnak.
A tudatos jelenlét az utóbbi évtizedekben az egyik leginkább kutatott témává vált az idegtudományok, a pszichiátria és a pszichológia területén. Ezek a kutatások arra utalnak, hogy a megközelítés hatékonysága főképp a figyelemtudatosítás, a testtudatosság és az érzelemtudatosítás fejlődésének köszönhető. A tudatos jelenlét gyakorlásával megváltozik az egyén viszonya a saját önképéhez/identitásához is – ez is fontos átalakító tényező. Az agyi képalkotás rohamosan fejlődő technológiája segített megérteni, mi is történik az agyban a tudatos jelenlét tartós gyakorlása során. E kutatások bebizonyították, hogy főképp az agykéregben, az insulában, a temporoparietális agykéregben, a frontolimbikus hálózatban és az alapértelmezett (default) üzemmódú hálózat szerkezeteiben következik be változás."

## Története

### Buddhizmus
A tudatosság a modern vipasszanára, a szati gyakorlatára épül, amely a „jelenben lévő dolgok tudatossága pillanatról pillanatra” úgy, hogy közben a gyakorló „emlékezik az éberségre”. A gyakorló ezáltal belátást nyerhet a valóság igaz természetébe, azaz a létezés három jellemzőjébe, amely az állandótlanság, a kielégíthetetlenség és a mindentől független én nemlétezése (éntelenség). A belátás által a gyakorló eléri az ún. szotápanna, folyamba-lépett szintjét, amely az első lépcsőfok a megvilágosodás felé vezető ösvényen.
Thomas William Rhys Davids tudós szerint a tudatosság tana talán az egyik legfontosabb a négy nemes igazság és a nemes nyolcrétű ösvény tanításai után. Rhys Davids szerint Buddha tanításai racionális önmegvalósítási technikák, amelyek közül maga néhányat elutasított, főleg az újraszületést, amelyet babonának tartott.

### Jon Kabat-Zinn és az MBSR
Jon Kabat-Zinn és munkatársai 1979-ben indították el a mindfulness-alapú stresszcsökkentés (MBSR) programot a Massachusetts-i Egyetemen krónikus fájdalommal élő betegek kezelésének a támogatására. Ez a program alapozta meg a tudatos jelenlét alkalmazását az orvostudományban. Az MBSR-t és a hozzá hasonló programokat ma már széles körben használják iskolákban, börtönökben, kórházakban és egyéb intézményekben.
Az MBSR mintájára számos további programot kidolgoztak az 1990-es évek óta, ezeket összefoglaló néven mindfulness-alapú beavatkozásoknak (intervencióknak) hívjuk. Ilyen beavatkozások pl.: mindfulness-alapú kognitív terápia (MBCT), MBCT rákos betegeknek, mindfulness-alapú rákgyógyulás (MBCR), mindfulness-alapú visszaesés-megelőzés (függők számára – MBRP).
A tudatos jelenlét gyakorlataira kétségtelenül a buddhista hagyományok voltak legnagyobb hatással. Az MBSR egyik technikája - a „testpásztázás” - az S. N. Goenka által tanított, a burmai U Ba Khin hagyományvonalán haladó meditációs gyakorlatból ered. A tudatos jelenlétet ma már világi környezetben is alkalmazzák, kulturális vagy vallási háttértől függetlenül. Sőt ezek nem egyszer keverednek más vallások gyakorlataival, ezek közül főként a kereszténység és a hinduizmus említendő.

## Buddhizmus
A szati (páli; szanszkrit: smṛti) buddhista fogalom. Jelentése: tudatosság, figyelem, éberség, tudatos figyelem, tudatos jelenlét, tiszta tudatosság. A kifejezés az ember egyik spirituális vagy pszichológiai képességre vonatkozik (indrija), amely egyben a buddhista gyakorlatok fontos részét képezi. A hét megvilágosodási tényező közül az egyik. A „megfelelő tudatosság” vagy „helyes tudatosság” (páli: szammá-szati, szanszkrit: szamjak-smṛti) a nemes nyolcrétű ösvény hetedik eleme.

### Ánápánaszati
Az ánápánaszati (páli; szanszkrit: ánápánasmṛti; kínai: 安那般那; pinjin: ānnàbānnà; szingaléz: ආනා පානා සති) jelentése "tudatos légzés" (a "szati" jelentése tudatosság; az "ánápána" jelentése légzés). Nincs a buddhizmusnak olyan ága, ahol ezt az alapvető buddhista meditációs technikát ne gyakorolnák. Része a nyugati, világi gyakorlásnak, valamint a mindfulness-alapú intervencióknak is. Az ánápánaszati gyakorlása során a gyakorló a légzés mozgását, érzeteit figyeli. A hagyomány szerint az ánápánaszati technikát a történelmi Buddha tanította a különböző szútrákban (páli: szutta), például az Ánápánaszati-szuttában (MN 118).

### Szatipatthána
Buddha a tanítványai számára a tudatosság (szatipatthána) kialakítását tanácsolta a mindennapi életben, illetve a test, az érzések, a tudat és a dharma nyugodt éberségének fenntartására ösztökélte őket. A tudatos jelenlét gyakorlása magával hozza a bölcsesség fellépéséből (páli: pannyá, szanszkrit: pradzsnyá) meditációt. Buddha tanításának az újszerűségét az jelentette, hogy ötvözte a figyelem összpontosítását és a megszabadító belátást.

### Vipasszaná
A vipasszana (páli) kifejezést általában a vipasszana meditációra használják, amelyben a szatipatthána, a tudatosság négy alapját vagy az ánápánaszatit (a légzés tudatossága) arra használják, hogy bepillantást nyerjenek a dolgok állandótlan természetébe. A vipasszana a buddhista hagyományban „belátást” jelent a valóság igaz természetébe.
A théraváda értelmezés szerint ez a A lét három ismérve (mulandóság, a szenvedés és az  éntelenség). A mahájána értelmezésben a belátás az ürességre, a dharmatára (két igazság tana) vonatkozik.
A vipasszana a két fő buddhista ösvény közül az egyik (a másik a szamatha (páli; szanszkrit: samatha). Bár mindkét fogalom szerepel a Szutta-pitakában, Gombrich és Brooks szerint a kettő megkülönböztetése a Szutta-pitaka korai értelmezéséből ered, nem pedig magából a szuttából. A különböző hagyományokban nem értenek egyet abban, hogy melyik gyakorlat hova tartozik. A mai théraváda ortodoxia szerint a szamatha a vipasszana előkészítő gyakorlatának számít.
A vipasszana meditációt a vipasszana mozgalom tette népszerűvé a Nyugat számára.  E folyamatban a Szatipatthána-szutta kapta a legfontosabb szerepet.

### Szampadzsannya,apramádaésatappa
A buddhista gyakorlatban a tudatos jelenléthez tartozik még a szampadzsannya (tiszta megértés) és az apramáda (éberség). Mindhárom fogalom tudatosságot is jelent, azonban ezen belül mindhárom meghatározott jelentéssel bír.
A Szatipatthána-szuttában a szati és a szampadzsannya kiegészül az atappa (páli; szanszkrit: átapa - "lelkesség") fogalmával és a három együttesen jelenti, hogy „megfelelő figyelem” (páli: joniszo maniszikara, szanszkrti: jonisasz manaszkára), avagy „bölcs elmélkedés”.

## Kereszténység
A keresztény kultúrában szintén évezredes hagyománya van a meditatív, szemlélődő imának, ahol fontos szerepet kap a test érzékelése [forrás?], különösen a légzés tudatosítása [forrás?]. A modern keresztény szemlélődő ima formálásában és népszerűsítésében kiemelkedő szerepet vállalnak a Jezsuita rend tagjai. Más vélemények szerint ez a gyakorlat idegen a kereszténységtől, amely nem a megvilágosodást, hanem a Jézus Krisztusba vetett hit által történő újjászületést és Isten gyermekévé válást hirdeti.

## Mindfulness-alapú programok és terápiák
A mindfulness-alapú programok (régebben, ill. másképpen: mindfulness-alapú intervenciók vagy beavatkozások) modelljét a Jon Kabat-Zinn és munkatársai által a Massachusetts-i Egyetemen 1979 óta fejlesztett Mindfulness-alapú stresszcsökkentés (Mindfulness-Based Stress Reduction – MBSR) program adja. Az MBSR és a nyomában fejlesztett számos különféle mindfulness-alapú program sok elemében jelentősen különbözik a hagyományos, buddhista vagy más vallásos, spirituális megközelítésektől. E programokat gyakran hívják tanfolyamoknak, tréningeknek vagy kurzusoknak is.
A legtöbb mindfulness-alapú programra jellemző, hogy általában 6–10 hét alatt valósul meg, csoportos formában (a résztvevők száma pár főtől akár 30-ig terjedhet). Heti egy foglalkozás van, ami 2–3,5 óra hosszú lehet, illetve a program kb. kétharmadánál gyakran beiktatnak egy hétvégi, 4–8 óra hosszú ún. elvonulónapot (gyakorlónapot) is. A foglalkozásokon a résztvevők tapasztalati úton tanulnak önmaguk mentális működéséről, valamint formális meditációs gyakorlatokat is elsajátítanak. Két foglalkozás között a résztvevők otthon gyakorolnak, az elvárt minimum gyakorlás jellemzően napi 30 és 45 perc között változik, a hét legalább hat napján.
A foglalkozásokat egy, esetleg két tanár vezeti. A világi mindfulness-programok talán legerősebb jellegzetessége, hogy a tanár és a résztvevők viszonya szimmetrikus. A tanár facilitátor, segítő, az önismerethez vezető módszere pedig a kérdezésalapú vezetés (inquiry-style guiding). A tanár és a résztvevők interaktív párbeszédéből emelkednek fel az önismerethez vezető tapasztalati tudások, amelyek megszerzésében a tudatos jelenlét formális gyakorlatai segítenek. A tanár nem gyógyít, hanem az a szándéka, hogy a résztvevők olyan önismerethez jussanak, amelyek abban segítik őket, hogy kevesebb nehézségbe sodorják saját magukat. Ezt hívja Jon Kabat-Zinn részvételi alapú gyógyulás/gyógyításnak (participatory medicine). Mindez alapvetően tér el attól a hagyományos megközelítéstől, amikor a tanár (guru, tanító, szerzetes, láma stb.) frontálisan tanítja a tanítványait, lényegében kinyilatkoztatja az igazságot, a tanítványok pedig maximum kérdéseket tehetnek fel. A mindfulness-tanár a „nem-tudás pozíciójából” tanít.
A modern mindfulness-programok jó része tudományosan igazolt hatékonyságú („evidence-based”) program, ami ebben az esetben azt jelenti, hogy visszatérő, a tudományos kritériumoknak megfelelő vizsgálatokkal igazolták, hogy az adott mindfulness-program megfelelően hatékony bizonyos testi betegségek vagy mentális zavarok tekintetében. Az MBSR például a krónikus fájdalom vagy a stressz- és szorongásszint csökkentésében bizonyult hatékonynak, az MBCT pedig főként a depresszióba való visszaesés megelőzésében. (L. részletesebben a továbbiakban.)
A mindfulness-programok a 2000-es évek eleje óta a hivatalos egészségügyi ellátás részei az angolszász országokban. Az elmúlt évtizedekben évről évre szinte exponenciálisan emelkedik a világban a mindfulness-szel kapcsolatos tudományos vizsgálatok száma – ezek jó részének a középpontjában a mindfulness-programok állnak. Ennek ellenére csak a 2020-as évek elején kezdtek megjelenni azok a tudományos publikációk, amelyek a programok konkrét hatóerőit vizsgálják. Míg korábban a tudományos közvélemény bizonyítást nem igénylő axiómának tartotta, hogy a fő hatóerő a mindfulness-meditációgyakorlás (otthon vagy a foglalkozásokon), addig újabb vizsgálatok arra utalnak, hogy legalább ilyen fontos a tanár személye, a tanár mindfulness-képzettségének a mélysége és a csoportdinamika. Ugyanakkor további vizsgálatok szükségesek a hatóerők mélyebb földerítésére.
Néhány mindfulness-program a világból:
- Mindfulness-alapú stresszcsökkentés (Mindfulness-Based Stress Reduction – MBSR)[45] – lásd a továbbiakban is
- Mindfulness-alapú kognitív terápia (Mindfulness-Based Cognitive Therapy – MBCT)[46] – lásd a továbbiakban is
- Mindfulness-alapú kognitív terápia rákosoknak (Mindfulness-Based Cognitive Therapy for Cancer– MBCT-C)[47]
- Mindfulness-alapú felépülés rákosoknak (Mindfulness-Based Cancer Recovery – MBCR)[48]
- Mindfulness-alapú kognitív terápia az életért(Mindfulness-Based Cognitive Therapy for Life– MBCT-L)[49]
- Mindfulness-alapú együttérzés (Mindfulness-Based Compassionate Living – MBCL)[50]
- Mindfulness-alapú szülés és gyereknevelés (Mindfulness-Based Childbirth and Parenting – MBCP)[51]
- Mindfulness-alapú visszaesés megelőzés függők részére (Mindfulness-Based Relapse Prevention for Addictive Behaviors – MBRP)[52]
- dots, pwas, .breathe, .b Mindfulness – óvodai és iskolai mindfulness a gyerekek és serdülők különféle csoportjainak (3-tól 18 éves korig) – ezt a programot használják felmenő rendszerben Nagy-Britannia közoktatási- és nevelési intézményeiben[53][54]
- Mindfulness-alapú szociális és érzelmi intelligencia-fejlesztés (Mindfulness-Based Emotional and Social Intelligence Development – MBESI)[55]

### Mindfulness-alapú stresszcsökkentés (MBSR – Mindfulness-Based Stress Reduction)
Az MBSR-t Jon Kabat-Zinn és munkatársai fejlesztették ki a Massachusetts-i Egyetemen. Ez vált a mindfulness-alapú intervenciók modelljévé. A 8 hetes program során hetente találkoznak a résztvevők és a programvezető tanár – ezeknek a foglalkozásoknak az időtartama 2,5 és 3,5 óra között változik. A program a tudatos jelenlét hagyományos vagy modernizált gyakorlatain kívül hatha jógát, illetve – csak a gyakorlónapon, opcionálisan – a szerető kedvesség (metta) meditációit tartalmazza. A programot eredetileg a krónikus fájdalommal élők számára dolgozták ki, és eredetileg csak klinikai körülmények között alkalmazták, ma már azonban sokak számára hozzáférhető kórházi környezeten kívül is.
Az elmúlt évtizedekben számos kutatásban vizsgálták ellenőrzött klinikai körülmények között a tudatos jelenlét gyakorlásának hatásait. Ezek alapján a következő előnyös hatásokat figyelték meg: arra következtettek, hogy lehetnek előnyös tulajdonságai, mint például stresszcsökkenés, relaxáltság, hangulatemelkedés, életminőség-javulás, javuló figyelem. Számos kutatás vizsgálta a mindfulness-gyakorlás immunrendszeri hatását: e kutatások adatai biztatóak, ám még további vizsgálatok szükségesek a pontos összefüggések feltárásához. Az MBSR spirituális tanításokban gyökerezik, azonban maga a program világi.

### Mindfulness-alapú kognitív terápia (MBCT – Mindfulness-Based Cognitive Therapy)
Az MBCT egy pszichoterápiás beavatkozás, amelyet eredetileg a depresszióba való visszaesés megelőzésére dolgoztak ki. Főként olyanoknak szánták a módszert, akik súlyos, visszatérő, major depresszióval küzdenek, és akiknél a gyógyszeres kezelés kudarcot vallott. Az MBCT a kognitív viselkedésterápiák 3. hullámához tartozik: ebben a megközelítésben a terápia célja nem az, hogy az egyén hasznos gondolatokkal helyettesítse a káros gondolatait, hanem az, hogy új viszonyt alakítson ki a saját gondolataival. A tudatos jelenlét gyakorlata ebben segít. A gondolatokat úgy figyeli meg a gyakorló, hogy alapvetően a gondolatok jövés-menésére figyel, miközben nem bonyolódik a gondolatok tartalmába, nem is azonosul velük.
A CBT-hez hasonlóan az MBCT is azon az elven működik, hogy amikor a korábban depresszióval küzdő egyén depressziója alábbhagy, visszatérnek az automatikus kognitív folyamatok, amelyek újabb depressziós eseményt válthatnak ki. Az MBCT célja, hogy megszakítsa ezeket az automatikus folyamatokat és megtanítsa a résztvevőt, hogy ne bonyolódjon bele a megjelenő gondolatokba és érzelmekbe, hanem tanulja meg, hogy lehet azokat megengedően és elfogadóan megfigyelni anélkül, hogy ítélkezne felettük. A tudatos jelenlét gyakorlásával a résztvevő észreveheti, amikor a depresszióba való visszaeséssel fenyegető, automatikus folyamat elindul, és képes lehet megváltoztatni az erre a kognitív folyamatra adott reakcióját. A kutatás alapján az MBCT hatásosnak bizonyult olyan embereknél, akik háromszor vagy többször estek depressziós állapotba, illetve 50%-kal csökkentette a visszaesések arányát.
Az MBCT-t ma már széles körben tanítják klinikai környezeten kívül, olyan embereknek is, akik nem küzdenek visszatérő depresszióval, ám pl. szorongással, alacsony önértékeléssel, érzelemszabályozási zavarokkal küzdenek. Ilyenkor a depresszió-megelőzési profil a háttérbe vonul.

### Elfogadás és elköteleződés terápia
Az elfogadás és elköteleződés terápia (ACT) a klinikai viselkedéselemzés (CBA) egyik fajtája, amelyet a pszichoterápiában használnak. Ez egy empirikus alapú pszichológiai kezelés, amelyben az elfogadás és a tudatosság stratégiáit alkalmazzák ötvözve az elköteleződés és viselkedésváltozás stratégiáival és ezzel igyekeznek javulást elérni a pszichológiai flexibilitásban.

### Dialektikus viselkedésterápia
A dialektikus viselkedésterápia (DBT) egyik legfőbb eleme a tudatosság. A kezelést Marsha M. Linehan dolgozta ki Borderline személyiségzavarral küzdő személyek számára.

### Mód deaktivációs terápia
A mód deaktivációs terápia (MDT) egy kezelési módszer, amely a kognitív viselkedésterápiából ered, amelybe belekerültek elemek az elfogadás és elköteleződés terápiából, a dialektikus viselkedésterápiából és a tudatosság technikákból. Egyszerű légzéses tudatosság technikát alkalmaznak a résztvevőknél, hogy javítsák a figyelmet és a kellemetlen gondolatok és érzelmek nem ítélkező elfogadását, ahogy azok a jelen pillanatban történnek. A terápiával hatásosan kezelnek fiatal felnőtteket, akik viselkedésproblémákkal és összetett traumás eredetű pszichológiai problémákkal küzdenek, ezekről írt tanulmányokat Jack A. Apsche és Joan Swart.

### További kutatási programok
A további programok közé tartozik a Morita-terápia (Shoma Morita), az adaptációs gyakorlat (Clive Sherlock), a Hakomi terápia (Ron Kurtz), az IFS (Internal Family Systems Model - Richard C. Schwartz), a pozitív pszichológia (Martin Seligman és Jonathan Haidt) és a tudatos relaxáció.

### Nyomtatott
| - Bazzano, Manu. After Mindfulness: New Perspectives on Psychology and Meditation. Palgrave Macmillan (2014) - Bell L. G. (2009). „Mindful Psychotherapy”. J. of Spirituality in Mental Health 11 (1-2), 126–144. o. DOI:10.1080/19349630902864275. - Bernhard J., Kristeller J., Kabat-Zinn J. (1988). „Effectiveness of relaxation and visualization techniques as an adjunct to phototherapy and photochemotherapy of psoriasis”. J. Am. Acad. Dermatol 19 (3), 572–73. o. DOI:10.1016/S0190-9622(88)80329-3. - Bishop, S.R., Lau, M., Shapiro, S., Carlson, L., et al. (2004). "Mindfulness: A Proposed Operational Definition", Clin Psychol Sci Prac 11:230–241. - Black, David S.. A Brief Definition of Mindfulness (2011) - Boccio, Frank Jude (2004). Mindfulness Yoga: The Awakened Union of Breath, Body and Mind. ISBN 0-86171-335-4 - Bowen, S., Chawla, N., Marlatt, G.A. (2010). Mindfulness-Based Relapse Prevention for Addictive Behaviors: A Clinician's Guide. Guilford Press, ISBN 978-1-60623-987-2 - Brahm, Ajahn (2005). Mindfulness, Bliss, and Beyond: A Meditator's Handbook. Wisdom Publications. ISBN 978-0-86171-275-5 - Brantley, Jeffrey (2007). Calming Your Anxious Mind: How Mindfulness & Compassion Can Free You from Anxiety, Fear, & Panic. 2nd ed. New Harbinger. ISBN 978-1-57224-487-0. - Deckersbach, T., Hölzel, B., Eisner, L., Lazar, S.W., Nierenberg, A.A. (2014). Mindfulness-Based Cognitive Therapy for Bipolar Disorder. Guilford Press, ISBN 978-1-4625-1406-9 - Didonna, Fabrizio. Clinical Handbook of Mindfulness. Springer Science & Business Media (2008) - Gehart, Diane R.. Mindfulness and Acceptance in Couple and Family Therapy. Springer Science & Business Media (2012) - [[:Kategória:{{{1}}}\|{{{1}}}]] - Germer, C.K. (2009). The Mindful Path to Self-Compassion: Freeing Yourself from Destructive Thoughts and Emotions. Guilford Press, ISBN 978-1-59385-975-6 - Germer, C.K., Siegel, R., Fulton, P.R., eds. (2013). Mindfulness and Psychotherapy: Second Edition. Guilford Press, ISBN 978-1-4625-1137-2 - Germer, Christopher K., Ronald Siegel, Paul R. Fulton (2005), Mindfulness and Psychotherapy, The Guilford Press, ISBN 1-59385-139-1 - Grossman P., Niemann L., Schmidt S., Walach H. (2004). „Mindfulness-based stress reduction and health benefits: A meta-analysis”. Journal of Psychosomatic Research 57 (1), 35–43. o. DOI:10.1016/S0022-3999(03)00573-7. PMID 15256293. - Guenther, Herbert V. & Leslie S. Kawamura (1975), Mind in Buddhist Psychology: A Translation of Ye-shes rgyal-mtshan's "The Necklace of Clear Understanding" Dharma Publishing. Kindle Edition. - Gunaratana, Bhante Henepola (2002). Mindfulness in Plain English Archiválva 2013. szeptember 2-i dátummal a Wayback Machine-ben. Wisdom Publications. ISBN 978-0-86171-906-8 - Hanh, Thich Nhat (1996). The Miracle of Mindfulness: A Manual on Meditation. Beacon Press. - Harris, Mark W.. The A to Z of Unitarian Universalism. Scarecrow Press (2009) - Hayes, S.C., Follette, V.M., Linehan, M.M., szerk. (2011). Mindfulness and Acceptance: Expanding the Cognitive-Behavioral Tradition. Guilford Press, ISBN 978-1-60918-989-1 - Hick, Steven F.. Cultivating Therapeutic Relationships: The Role of Mindfulness. In: Steven F. Hick, Thomas Bien (szerk.), "Mindfulness and the Therapeutic Relationship". Guilford Press (2010) - Hofmann S.G., Sawyer A.T., Witt A.A., Oh D. (2010). „The effect of mindfulness-based therapy on anxiety and depression: A meta-analytic review”. J Consult Clin Psychol 78 (2), 169–83. o. DOI:10.1037/a0018555. PMID 20350028. PMC 2848393. - Hoopes, Aaron (2007) "Zen Yoga: A Path to Enlightenment through Breathing, Movement and Meditation". Kodansha International. - The Complete Idiot's Guide to Mindfulness. Penguin (2008) - Kabat-Zin, Jon. Participatory Medicine (2000) - Kabat-Zin, Jon. Mindfulness for Beginners: Reclaiming the Present Moment--and Your Life. Sounds True (2011) - Kabat-Zin, Jon. Arriving at Your Own Door: 108 Lessons in Mindfulness. Hachette UK (2013) - Kabat-Zinn, Jon. (2013) Full Catastrophe Living Revised Edition: Using the Wisdom of Your Body and Mind to Face Stress, Pain, and Illness. New York: Bantham Books - Kabat-Zin, Jon. Wherever You Go There You Are. Mindfulness Meditation (For Everyday Life) (n.d.) - Kapleau, Phillip (1989). The Three Pillars of Zen: Teaching, Practice and Enlightenment. Anchor Books. - King, Winston L.. Theravada Meditation. The Buddhist Transformation of Yoga. Motilal Banarsidass (1992) - King, Richard. Orientalism and Religion: Post-Colonial Theory, India and "The Mystic East". Taylor & Francis e-Library (2001) | - Kipf, David. The Brahmo Samaj and the shaping of the modern Indian mind. Atlantic Publishers & Distri (1979) - Koster, Frits. Basisprincipes Vipassana-meditatie. Mindfulness als weg naar bevrijdend inzicht. Asoka (2009) - Kristeller, Jean L.. Mindfulness Meditation. In: Paul M. Lehrer, Robert L. Woolfolk, Wesley E. Sime (szerk.), "Principles and Practice of Stress Management, Third Edition". Guilford Press (2007) - Langer, Ellen J. (1989). Mindfulness. Merloyd Lawrence. - Linehan, Marsha (1993). Cognitive-Behavioral Treatment of Borderline Personality Disorder. Guilford Press. - Massion A.O., Teas J., Hebert J.R., Wertheimer M.D., Kabat-Zinn J. (1995). „Meditation, melatonin, and breast/prostate cancer: Hypothesis and preliminary data”. Medical Hypotheses 44 (1), 39–46. o. DOI:10.1016/0306-9877(95)90299-6. PMID 7776900. - McCracken L., Gauntlett-Gilbert J., Vowles K.E. (2007). „The role of mindfulness in a contextual cognitive-behavioral analysis of chronic pain-related suffering and disability”. Pain 131 (1), 63–69. o. DOI:10.1016/j.pain.2006.12.013. PMID 17257755. - New World Mindfulness: From the Founding Fathers, Emerson, and Thoreau to Your Personal Practice. Inner Traditions / Bear & Co (2011) - McMahan, David L.. The Making of Buddhist Modernism. Oxford University Press (2008) - Melemis, Steven M. (2008). Make Room for Happiness: 12 Ways to Improve Your Life by Letting Go of Tension. Better Health, Self-Esteem and Relationships. Modern Therapies. ISBN 978-1-897572-17-7 - Miller J., Fletcher K., Kabat-Zinn J. (1995). „Three-year follow-up and clinical implications of a mindfulness-based stress reduction intervention in the treatment of anxiety disorders”. Gen. Hosp. Psychiatry 17 (3), 192–200. o. DOI:10.1016/0163-8343(95)00025-M. PMID 7649463. - Nemcova, M. and Hajek, K. (2009). Introduction to Satitherapy – Mindfulness and Abhidhamma Principles in Person-Centered Integrative Psychotherapy. Morrisville, Lulu.com. ISBN 978-1-4092-5900-8 - Nyanaponika. Het hart van boeddhistische meditatie (The heart of Buddhist Meditation). Asoka (1998) - Ockene J.K., Ockene I.S., Kabat-Zinn J., Greene H.L., Frid D. (1990). „Teaching risk-factor counseling skills to medical students, house staff, and fellows”. Am. J. Prevent. Med. 6 (2), 35–42. o. - Ockene J., Sorensen G., Kabat-Zinn J., Ockene I.S., Donnelly G. (1988). „Benefits and costs of lifestyle change to reduce risk of chronic disease”. Preventive Medicine 17 (2), 224–234. o. DOI:10.1016/0091-7435(88)90065-5. PMID 3047727. - Orsillo, S.M., Roemer, L. (2011). The Mindful Way through Anxiety: Break Free from Chronic Worry and Reclaim Your Life. Guilford Press, ISBN 978-1-60623-464-8 - Pollak, S.M., Pedulla, T., Siegel, R.D. (2014). Sitting Together: Essential Skills for Mindfulness-Based Psychotherapy. Guilford Press, ISBN 978-1-4625-1398-7 - Safran, Jeremy D.. Straight Talk. Cutting through the spin on psychotherapy and mental health (2014) - Saxe G., Hebert J., Carmody J., Kabat-Zinn J., Rosenzweig P., Jarzobski D., Reed G., Blute R. (2001). „Can Diet, in conjunction with Stress Reduction, Affect the Rate of Increase in Prostate-specific Antigen after Biochemical Recurrence of Prostate Cancer?”. J. Of Urology 166 (6), 2202–2207. o. DOI:10.1016/S0022-5347(05)65535-8. - Segal, Z.V., Williams, J.M.G., Teasdale, J.D. (2012). Mindfulness-Based Cognitive Therapy for Depression: Second Edition. Guilford Press, ISBN 978-1-4625-0750-4 - Sharf, Robert H.. Buddhist Modernism and the Rhetoric of Meditative Experience [archivált változat] (1995-B). Hozzáférés ideje: 2015. május 14. [archiválás ideje: 2019. április 12.] - Siegel, Daniel J. (2007). The Mindful Brain: Reflection and Attunement in the Cultivation of Well-Being. Norton. ISBN 978-0-393-70470-9. - Siegel, R.D. (2009). The Mindfulness Solution: Everyday Practices for Everyday Problems. Guilford Press, ISBN 978-1-60623-294-1 - Siegel, Ronald D. (2010). The Mindfulness Solution: Everyday Practices for Everyday Problems. The Guilford Press. ISBN 978-1-60623-294-1 - The Mindful Way Through Depression: Freeing Yourself from Chronic Unhappiness. Guilford Press (2007) - Teasdale, J.D., Williams, J.M.G., Segal, Z.V. (2014). The Mindful Way Workbook: An 8-Week Program to Free Yourself from Depression and Emotional Distress. Guilford Press, ISBN 978-1-4625-0814-3 - Weiss, Andrew (2004). Beginning Mindfulness: Learning the Way of Awareness. New World Library - Williams J.M.G., Duggan D.S., Crane C., Fennell M.J.V. (2006). „Mindfulness-Based cognitive therapy for prevention of recurrence of suicidal behavior”. J Clin Psychol 62 (2), 201–210. o. DOI:10.1002/jclp.20223. PMID 16342287. - Williams, Mark, John Teasdale, Zindel Segal, és Jon Kabat-Zinn (2007). The Mindful Way through Depression: Freeing Yourself from Chronic Unhappiness. Guilford Press. ISBN 978-1-59385-128-6. - [Williams, J.M.G., Teasdale, J.D., Segal, Z.V., Kabat-Zinn, J. (2007). The Mindful Way through Depression: Freeing Yourself from Chronic Unhappiness. Guilford Press, ISBN 978-1-59385-128-6 - Wilson, Jeff. Mindful America: Meditation and the Mutual Transformation of Buddhism and American Culture. Oxford University Press (2014) - Zgierska A, Rabago D, Chawla N, Kushner K, Koehler R, Marlatt A. Mindfulness meditation for substance use disorders: a systematic review, 266–94. o.. DOI: 10.1080/08897070903250019 (2009) |

### Online források
1. ↑  Komaroff, Anthony: Does "mindfulness meditation" really help relieve stress and anxiety?. Ask Doctor K. Harvard Health Publications, 2014. március 31. [2020. január 30-i dátummal az eredetiből archiválva]. (Hozzáférés: 2014. április 22.)